# Бозон Древний
Бозон Древний (Бозон Старший; фр. Boson l'Ancien; умер ранее 855) — граф в Италии, родоначальник Бозонидов. В некоторых источниках указывается как граф Валуа.

## Биография
Происхождение Бозона неизвестно. Он родился не позже 800 года. Известно о нём не очень много. Его владения находились в Италии. По мнению Рене Пупардена, именно Бозон Древний упоминается в 826 году как граф Верчелли, который встречал императора Людовика I Благочестивого в своих владениях. В следующем году он упомянут как императорский посланник (missus) в Турине, который вмешивался во внутренние дела монахов в аббатстве Новалез.
По мнению Пьера Рише, Бозон умер не позднее 855 года, поскольку в этом году его дочь Теутберга (позже ставшая женой короля Лотарингии Лотаря II) была передана под опеку своего брата Хукберта.

## Семья
Имя жены Бозона неизвестно. Возможно, что её звали Ирментруда. Дети:
- Бозон (II) (820/825 — 874/878), граф в Италии, приближённый короля Лотаря II[3]
- Хукберт (около 830—864/866), граф Трансюранской Бургундии, светский аббат монастыря Святого Маврикия в Вале
- Теутберга (умерла ранее 875); муж: с ок. 855 года — Лотарь II (ок. 835 — 8 августа 869), король Лотарингии с 855 года. В 857 году Лотарь развёлся с Теутбергой, но в 860 году развод был признан незаконным.

Также известно, что внуком Бозона Древнего был король Нижней Бургундии Бозон Вьеннский. По одной версии, сыном Бозона Древнего был Бивин из Горца, отец Бозона Вьеннского, по другой — дочерью Бозона Древнего была Ришильда, мать Бозона Вьеннского.